# Cubilia fulva
Cubilia fulva är en skalbaggsart som beskrevs av Jordan 1903. Cubilia fulva ingår i släktet Cubilia och familjen långhorningar.
Artens utbredningsområde är Malawi. Inga underarter finns listade i Catalogue of Life.